# احمد جواد
احمد جواد (ترکی آذربایجانی: Əhməd Cavad) شاعر آذربایجانی که یکی از مشهورترین آثار وی سرود ملی جمهوری آذربایجان است. این سرود ملی در دوران جمهوری دمکراتیک آذربایجان در سال ۱۹۱۸ تا ۱۹۲۰ سرود رسمی جمهوری بود. این سرود بعد از استقلال دوباره جمهوری آذربایجان در سال ۱۹۹۱ میلادی مجدداً به عنوان سرود ملی انتخاب شد.
شعر معروف دیگر این شاعر شعری است به نام «چیرپنیردی قارا دنیز - باخیب تورکون بایراغینا» (متلاطم و مواج بود دریای سیاه چونکه به پرچم ترکان نگریسته بود) نام دارد که در سال ۱۹۱۴ در شهر گنجه  آن را برای اردوی اسلام -قفقاز به رهبری انور پاشا که برای پایان دادن به اشغال اراضی قفقاز به ویژه آذربایجان از  کنترل روسیه حرکت کرده بود نوشته است. 

سئویل نوریئوا روزنامه‌نگار آذربایجانی طی سخنانی در مراسم بزرگداشت صد و بیست و پنجمین سالگرد تولد احمد جواد شاعر ملی آذربایجان از سوی اتحادیه ترک‌های قره‌پاپاق دنیا در مرکز فرهنگی فاتح علی امیری، احمد جواد را شاعر و سیاستمداری دانست که عاشق ملت خود بود و گفت:
احمد جواد در کنار شعر به عنوان یک نظامی نیز مسائل سیاسی زمان خود را عمیقا درک کرده بود. او در طول جنگ استقلال ترکیه در آناتولی به آن پیوسته و همراه با آنان جنگیده است.
«قنیره پاشایئوا» نویسنده و نماینده مجلس جمهوری آذربایجان در بخشی از سخنان خود با اشاره به اینکه احمد جواد نه تنها متعلق به آذربایجان بلکه برای تمام جهان ترک است، اظهار داشت: "در سایه روشنفکرانی مانند او بود که اولین جمهوری جهان اسلام در سال ۱۹۱۸ توسط «محمد امین رسول زاده» بنا نهاده شد.
مفهوم وطن برای احمد جواد وسیع‌تر از اراضی آذربایجان بود و این موضوع نه تنها در اندیشه‌های وی بلکه در عمل نیز مشاهده می‌شود. او ترکیه را نیز وطن خود می‌دانست و پس از نبرد ساری‌قمیش شخصا در این منطقه (شرق ترکیه) حضور داشته و با مشاهده دردهای مردم تا حد امکان تلاش می‌کرد تا صدای مظلومیت آنان را به جهانیان برساند.

## زندگی‌نامه
احمد جواد آخوندزاده ۵ مه سال ۱۸۹۲، در روستای «صیف‌علی» شهرستان شمکور در امپراتوری روسیه چشم به جهان گشود. او در مدرسه آموزش دیده و بز زبان‌های ترکی استانبولی، فارسی و عربی تسلط پیدا کرد و ادبیات شرقی را به خوبی فراگرفت. بعد از اتمام مدرسه علوم دینی در گنجه در سال ۱۹۱۲، به عنوان آموزگار شروع به کار و در فعالیت‌های ادبی و اجتماعی- سیاسی شهر مشارکت فعالی کرد.
احمد جواد در جریان جنگ‌های بالکان، در جمع «یگان داوطلبان قفقازی» از طرف ترکیه جنگید. به عنوان عضو یک بنیاد خیریه به یتیم‌ها و آوارگان جنگی در قارص، ارزروم و سایر شهرها یاری رساند.
مجموعه اشعار احمد جواد به نام «قوشما»، و همچنین شعر «دالغای» وی به ترتیب در سال‌های ۱۹۱۶ و ۱۹۱۹ به چاپ رسیدند.
احمد جواد در نتیجه آشنایی اش با محمدامین رسول‌زاده به یک شاعر آزادی‌طلب تبدیل شد. او با توصیه رسول‌زاده عضو حزب مساوات گردید. شعرسرایی احمد جواد در دور جمهوری دمکراتیک آذربایجان به اوج و کمال رسید. او با سرودن شعر «آذربایجان، آذربایجان!» از تصویب اعلامیه استقلال جمهوری دمکراتیک آذربایجان استقبال کرد. شاعر در شعری به نام «برای پرچم آذربایجان» از پرچم سه رنگ این کشور تمجید به عمل آورد. پس از اعلام استقلال جمهوری یادشده، احمد جواد به شغل تدریس ادامه داد و به نصیب بیگ یوسف بیگلی، از وزرای دولت، در امور آگاهی‌بخشی در حوزه فرهنگی کمک کرد. او در تأسیس دانشگاه دولتی آذربایجان نیز نقش بسزایی از خود نشان داد.
احمد جواد با سرودن شعری موسوم به «سرباز» به ستایش از ارتش ترکیه که در سال ۱۹۱۸ مردم آذربایجان را از کشتارهای نیروهای قوم‌گرایان ارمنی و بلشویک‌ها نجات داد، پرداخت.
در پی سقوط جمهوری دمکراتیک به دست بلشویک‌ها و استقرار نظام شوروی بر آذربایجان، احمد جواد دوباره به فعالیت آموزشی روی آورد. در سال ۱۹۲۰، بود که او به عنوان مدیر و آموزگار زبان‌های ترکی آذربایجانی و روسی در یکی از مدارس شهرستان قوسار مشغول به کار شد. بین سال‌های ۱۹۲۰ تا ۱۹۲۲، ریاست شعبه آموزش عمومی در قوبا را به عهده گرفت. از سال ۱۹۲۲ الی ۱۹۲۷، همزمان با اینکه در رشته‌های تاریخ و ادبیات دانشگاه تربیت مدرس آذربایجان به تحصیلات خود استمرار بخشید، به تدریس در مدرسه فنی به نام «نریمان نریمانوف» نیز پرداخت.
احمد جواد در سال ۱۹۲۴ به دبیری کل اتحادیه نویسندگان آذربایجان شوروی رسید، که تا سال ۱۹۲۶ در این سمت ابقاء گردید. اما در سال ۱۹۲۵، به دلیل شعری موسوم به «گویگول» بازداشت شد.
در سال ۱۹۳۰، به شهر گنجه منتقل شد. از سال ۱۹۳۰ الی ۱۹۳۳، به عنوان مدرس، دانشیار و بعد رئیس کرسی زبان‌های ترکی آذربایجانی و روسی دانشگاه کشاورزی گنجه مشغول به کار شد. سال ۱۹۳۳ عنوان استاد دریافت نمود. متعاقب آن به تصدی بخش ادبیات تئاتر درام گنجه گماشته شد.
در سال ۱۹۳۴، مجدداً راه‌سپار باکو و در انتشارات «آذرنشر» به عنوان ویراستار و مترجم استحدام شد. در طی سال‌های ۱۹۳۵ الی ۱۹۳۶، مسئولیت قسمت فیلم‌های مستند در «آذرفیلم» را عهده‌دار بود. در مارس ۱۹۳۷، در پاس ترجمه قصیده حماسی پلنگینه‌پوش شوتا روستاولی به ترکی آذربایجانی از احمد جواد با اعطاء جایزه تقدیر به عمل آمد. از جمله آثاری که این شاعر به ترکی آذربایجانی برگرداند، می‌تواند به سوارکار برنزی الکساندر پوشکین، «کودکی» ماکسیم گورکی، نثرهای ایوان تورگنیف اشاره نمود. آثار نویسنده‌های اروپایی نظیر؛ اتلوی ویلیام شکسپیر، گارگانتوا و پانتاگروئل فرانسوا رابله، «گرسنگی» «ک. گامسون» نیز در جمع ترجمه‌های احمد جواد به چشم می‌خوردند.

## بازداشت و اعدام
او در سال ۱۹۳۷ توسط شوروی بازداشت و ۱۳ اکتبر همان سال با اتهام جعلی و سیاسی همچون تلاش برای القاء و تزریق اندیشه‌ها و روحیه قوم‌گرایانه و استقلال‌طلبانه مساوات به شعرای جوان آذربایجانی اعدام گردید. خانم «شکریه»، همسر احمد جواد، نیز مانند کلیه همسران روشنفکران اعدام شده آذربایجانی، پس از اعدام شوهرش دستگیر شد و یک بار در زندان معروف به «زندان داخلی» مورد بازجویی قرار گرفت. مقامات شوروی پس از روند تکمیل پرونده ساختگی خانم شکریه را از بچه‌هایش جدا و با صدور حکمی خودش را به ۸ سال تبعید به یک اردوگاه کار در سیبری محکوم کردند. مثل تمام همسران روشنفکران اعدامی آذربایجانی هرگز جزئیات و دلایل مرتبط با اعدام احمد جواد ارائه نشد.